# セクオイトールデヒドロゲナーゼ
セクオイトールデヒドロゲナーゼ（sequoyitol dehydrogenase）は、次の化学反応を触媒する酸化還元酵素である。
反応式の通り、この酵素の基質は5-O-メチル-myo-イノシトールとNAD+、生成物は2D-5-O-メチル-2,3,5/4,6-ペンタヒドロキシシクロヘキサノンとNADHとH+である。
組織名は5-O-methyl-myo-inositol:NAD+ oxidoreductaseで、別名にD-pinitol dehydrogenaseがある。